# Dana Murzyn
Dana Trevor Murzyn, född 9 december 1966, är en kanadensisk före detta professionell ishockeyspelare som tillbringade 14 säsonger i den nordamerikanska ishockeyligan National Hockey League (NHL), där han spelade för ishockeyorganisationerna Hartford Whalers, Calgary Flames och Vancouver Canucks. Han producerade 204 poäng (52 mål och 152 assists) samt drog på sig 1 571 utvisningsminuter på 838 grundspelsmatcher. Murzyn spelade även på lägre nivåer för Syracuse Crunch i American Hockey League (AHL) och Calgary Wranglers i Western Hockey League (WHL).
Murzyn draftades i första rundan i 1985 års draft av Hartford Whalers som femte spelare totalt.
Han vann en Stanley Cup med Flames för säsongen 1988-1989.

## Statistik
| 1982–1983  | Calgary Spurs     | AJHL       | 34  | 7  | 20  | 27  | 78   | —  | — | —  | —  | —   |
|            | Calgary Wranglers | WHL        | 3   | 1  | 0   | 1   | 18   | 10 | 0 | 3  | 3  | 31  |
| 1983–1984  | Calgary Wranglers | WHL        | 65  | 11 | 20  | 31  | 135  | 2  | 0 | 0  | 0  | 10  |
| 1984–1985  | Calgary Wranglers | WHL        | 72  | 32 | 60  | 92  | 233  | 8  | 1 | 11 | 12 | 16  |
| 1985–1986  | Hartford Whalers  | NHL        | 78  | 3  | 23  | 26  | 125  | 4  | 0 | 0  | 0  | 10  |
| 1986–1987  | Hartford Whalers  | NHL        | 74  | 9  | 19  | 28  | 95   | 6  | 2 | 1  | 3  | 29  |
| 1987–1988  | Hartford Whalers  | NHL        | 33  | 1  | 6   | 7   | 45   | —  | — | —  | —  | —   |
|            | Calgary Flames    | NHL        | 41  | 6  | 5   | 11  | 94   | 5  | 2 | 0  | 2  | 13  |
| 1988–1989  | Calgary Flames    | NHL        | 63  | 3  | 19  | 22  | 142  | 21 | 0 | 3  | 3  | 20  |
| 1989–1990  | Calgary Flames    | NHL        | 78  | 7  | 13  | 20  | 140  | 6  | 2 | 2  | 4  | 2   |
| 1990–1991  | Calgary Flames    | NHL        | 19  | 0  | 2   | 2   | 30   | —  | — | —  | —  | —   |
|            | Vancouver Canucks | NHL        | 10  | 1  | 0   | 1   | 8    | 6  | 0 | 1  | 1  | 8   |
| 1991–1992  | Vancouver Canucks | NHL        | 70  | 3  | 11  | 14  | 147  | 1  | 0 | 0  | 0  | 15  |
| 1992–1993  | Vancouver Canucks | NHL        | 79  | 5  | 11  | 16  | 196  | 12 | 3 | 2  | 5  | 18  |
| 1993–1994  | Vancouver Canucks | NHL        | 80  | 6  | 14  | 20  | 109  | 7  | 0 | 0  | 0  | 4   |
| 1994–1995  | Vancouver Canucks | NHL        | 40  | 0  | 8   | 8   | 129  | 8  | 0 | 1  | 1  | 22  |
| 1995–1996  | Vancouver Canucks | NHL        | 69  | 2  | 10  | 12  | 130  | 6  | 0 | 0  | 0  | 25  |
| 1996–1997  | Vancouver Canucks | NHL        | 61  | 1  | 7   | 8   | 118  | —  | — | —  | —  | —   |
| 1997–1998  | Vancouver Canucks | NHL        | 31  | 5  | 2   | 7   | 42   | —  | — | —  | —  | —   |
| 1998–1999  | Vancouver Canucks | NHL        | 12  | 0  | 2   | 2   | 21   | —  | — | —  | —  | —   |
|            | Syracuse Crunch   | AHL        | 20  | 2  | 4   | 6   | 37   | —  | — | —  | —  | —   |
| NHL totalt | NHL totalt        | NHL totalt | 838 | 52 | 152 | 204 | 1571 | 82 | 9 | 10 | 19 | 166 |
| AHL totalt | AHL totalt        | AHL totalt | 20  | 2  | 4   | 6   | 37   | —  | — | —  | —  | —   |
| WHL totalt | WHL totalt        | WHL totalt | 140 | 44 | 80  | 124 | 386  | 20 | 1 | 14 | 15 | 57  |